# Скотленд (округ, Миссури)
Ско́тленд (англ. Scotland County) — округ штата Миссури, США. Население округа на 2010 год составляло 4843 человека. Административный центр округа — город Мемфис.

## История
Округ Скотленд основан в 1841 году.

## География
Округ занимает площадь 1134,4 км2.

## Демография
Согласно оценке Бюро переписи населения США, в округе Скотленд в 2009 году проживало 4803 человека. Плотность населения составляла 4,2 человека на квадратный километр.